# Harrisia earlei
Harrisia earlei är en kaktusväxtart som beskrevs av Nathaniel Lord Britton och Joseph Nelson Rose. Harrisia earlei ingår i släktet Harrisia och familjen kaktusväxter. Inga underarter finns listade i Catalogue of Life.